# Nationaal inkomen
Het nationaal inkomen is het totaal verdiende inkomen van een land in één jaar. Onder het nationaal inkomen valt loon, interest, huur, pacht en winst. Deze posten zijn de beloning voor of de toegevoegde waarde van het gebruik van de productiefactoren. Een alternatief voor de berekening van het nationaal inkomen is het nationaal product, dat is de waarde van alle in het land geproduceerde goederen en diensten. Dit is het binnenlands product, berekend tegen marktprijzen. Dat laatste kan ook berekend worden als de som van alle toegevoegde waarde.
Het is bij het nationaal inkomen gebruikelijk dat het netto tegen factorkosten wordt gewaardeerd, het netto nationaal inkomen (nni).
Het nationaal inkomen wordt meestal bruto bepaald, dat wil zeggen met inbegrip van de afschrijvingen. Voor het berekenen van het inkomen worden investeringen in de regel afgeschreven, dat wil zeggen afgetrokken in jaarschijven naargelang de verwachte levensduur van de investering. Van het bruto nationaal product zijn deze afschrijvingen dus niet afgetrokken. Er wordt onderscheid gemaakt tussen het bruto nationaal inkomen (bni) en het bruto binnenlands product (bbp).